# バハ1000
SCOREバハ1000 (英: Baja 1000) とは、メキシコのバハ・カリフォルニア州にあるバハ・カリフォルニア半島で毎年11月に行われる自動車と二輪車のデザートレース。SCOREインターナショナルが主催する。
バハ500、サンフェリペ250なども含む「SCORE ワールド・デザート・チャンピオンシップ」の最終戦であり、デザートレースの元祖として最も格式の高い一戦である。南北に伸びる半島の砂漠を舞台に不眠不休で走りきる、世界最長のノンストップレースにして、最も過酷と言われている。初開催は1967年。

## 概要

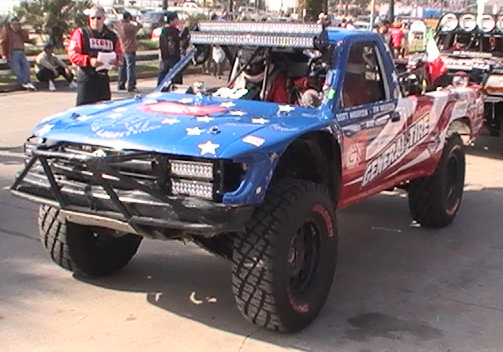
バハ1000の華、トロフィートラック

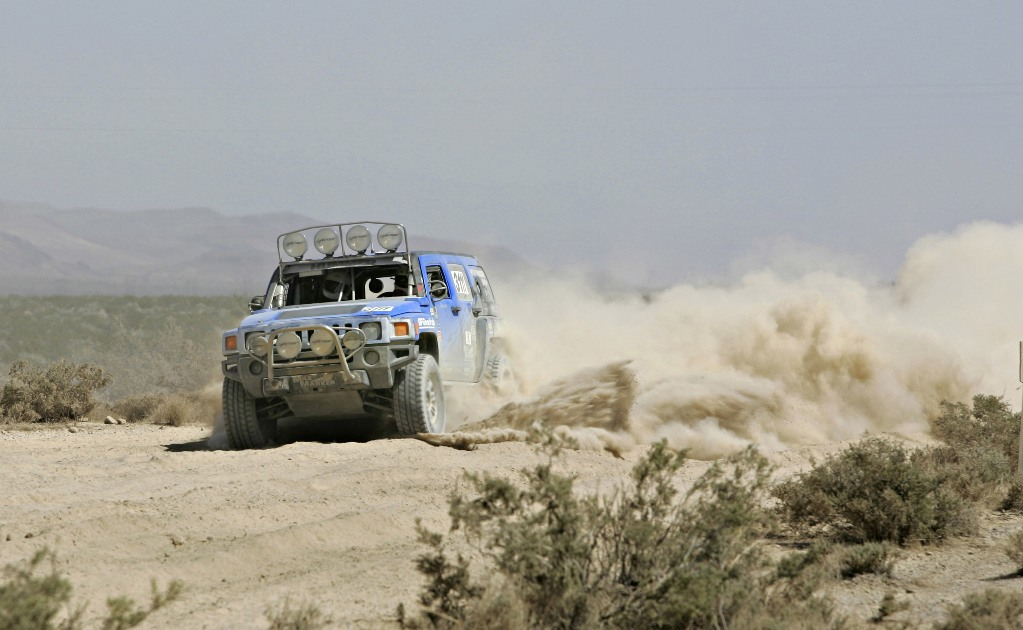
ハマー・H3

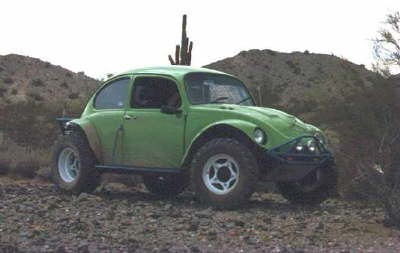
フォルクスワーゲン・ビートルを改造した車両は「バハ・バグ」と呼ばれる伝統のスタイルで、一つのクラスとして成立している。

米ロサンゼルスからわずか数百マイルしか離れていない、メキシコ合衆国バハ・カリフォルニア州にあるバハ・カリフォルニア半島を舞台に、毎年11月に行われている。コースの大半が砂漠で完走率は約50％と非常に厳しいレースとして知られている。メキシコではバハ・ミル（Baja mil）と呼ばれる。
分類としてはデザートレースとなる。欧州式のラリーレイド（ダカール・ラリー等）のようなリエゾンと呼ばれる移動区間とSSと呼ばれる競技区間の構成とは異なり、スタートからゴールまで休息時間なく走行しタイムを競う。夜間走行もするため十分な光量のあるヘッドライトが必要になるが、昼でも相当に視界の悪い砂漠を夜に走るため危険度が非常に高い。途中にチームスタッフたちが臨時のピットを設営しており、タイヤ交換と燃料補給、必要があればメンテナンス、ドライバー交代を行う。ドライバーやナビ、ライダーは途中で交代しても良く、一般的には2 - 6人の交代要員を準備するが、あえて一人で挑戦して総合優勝を収めた者もいる。
エントリー料はクラスにもよるが2,500 - 5,000ドル程度。これに加えてマシン、スペアタイヤ、チームスタッフ、燃料、サポート車両などが必要になる。特に四輪で総合優勝を争いたい場合は、コース上でマシンを追跡して補給や修復、新ドライバーへの交代などを行える「チェイスカー」と呼ばれるサポート車両を複数台（トップチームでは10台以上）をレースコース上に散らばらせる必要がある。そうした周到な準備はできないアマチュアドライバーのために、チームスタッフやチェイスカーをパック料金で格安で提供するサービスがあり、地元の自動車系企業の良いシノギとなっている。
普段は静かなこの地が唯一賑わうイベントであり、およそ20万人もの観客が詰め掛ける 知名度の高いレースの一つでありバハを冠した商品も数多く出ている。
初開催はダカール・ラリーより10年も古いこともあり、「バハ」の名は世界各地のオフロード耐久レースで用いられるようになった。FIA（国際自動車連盟）は、最も短いラリーレイドの形式を「クロスカントリー・バハ」と名付けて公式に用いており、「バハ・ワールドカップ」も開催している。逆にバハ半島でも、2013年からダカール・ラリーと同じフォーマットの「バハ・ラリー」が10月に開催されている。
2006年には60台を超えるカメラと90名のクルー4台のヘリコプターを使って撮影された、デイナ・ブラウン監督によるBaja1000のドキュメンタリー映画『ダスト・トゥ・グローリー』が日本の映画館でも公開された。
2012年の参加台数は298台、完走174台であった。アメリカ・メキシコからの参加が多く、総合優勝者はアメリカが多い。公道レースとしてはパイクスピーク・ヒルクライム同様著名なサーキットレーサーが多く参加するのも特徴で、F1王者のマリオ・アンドレッティやジェンソン・バトン、NASCARのロビー・ゴードン、インディ500勝者のパーネリ・ジョーンズやアレキサンダー・ロッシ、ハリウッドスターのスティーブ・マックイーンやジェームズ・ガーナー、ポール・ニューマン、チャック・ノリス、パトリック・デンプシーなどが知られる。もちろんWRCやダカールなどラリーのスター選手の参戦も珍しくない。
日本のメディアやレースファンの注目度は低いが、二輪・四輪とも参戦例は多く、特に90年代は50台を超える参加者があった。近年は特に東洋ゴム工業はこのレースに積極的であり、総合優勝を含めて優れた戦果を残すチームが多く採用している。

## 歴史

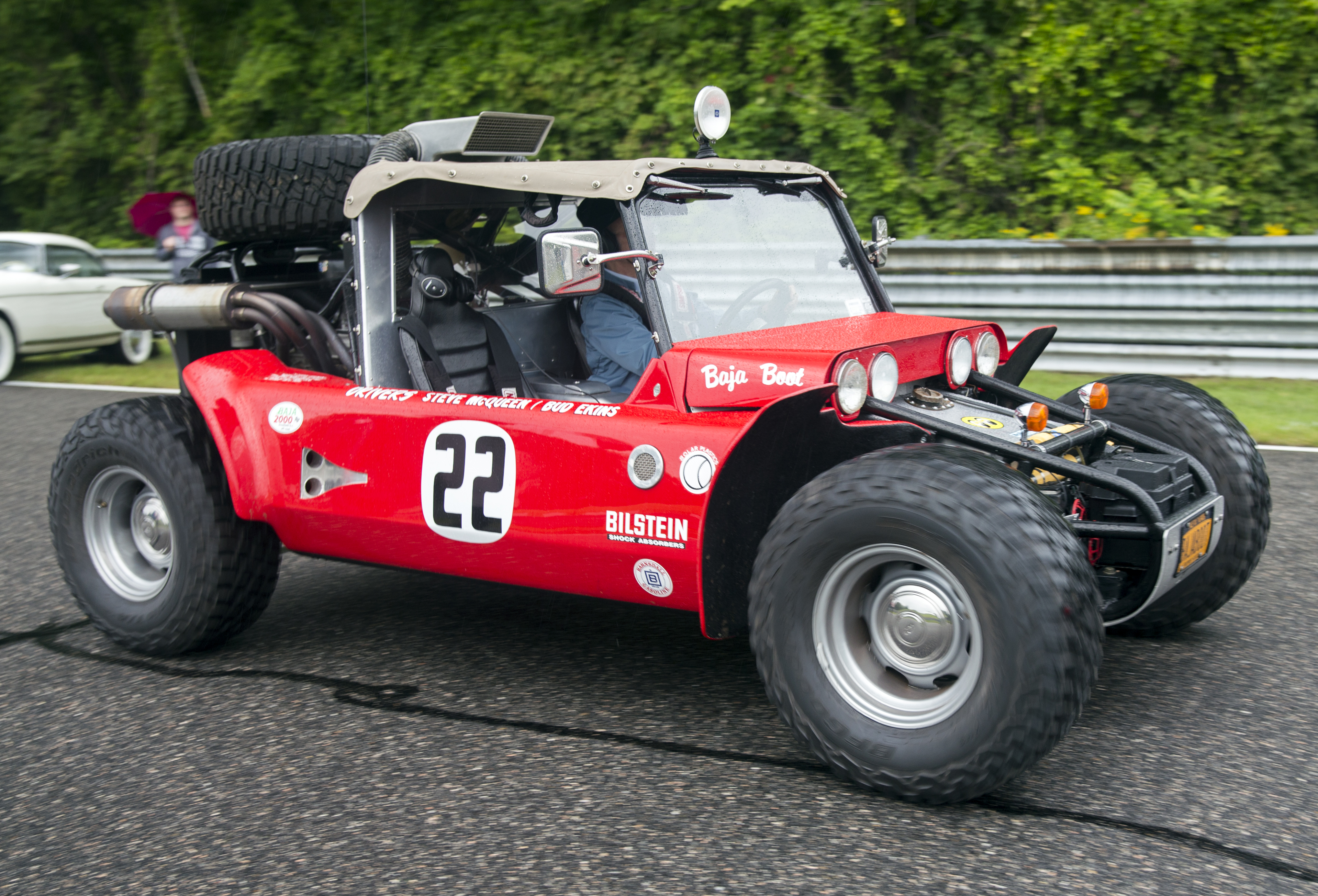
スティーブ・マックイーンもドライブしたバハ・ブーツ。50年後に映画監督のジェームズ・グリッケンハウス率いるSCGは、これをモチーフにしたマシンでクラス優勝を挙げた。

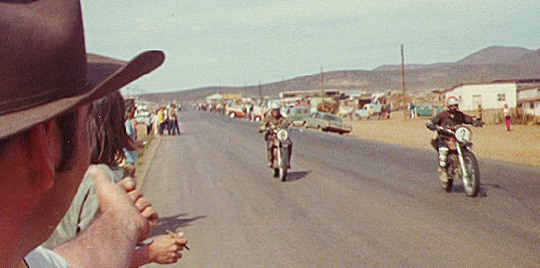
1972年大会

第二次世界大戦中、日本の空襲を警戒したフランクリン・ルーズベルト大統領は対空砲を設置する必要があり、その計画の中にカリフォルニアからバハまで伸びる舗装道路を建設する案があった。アメリカは中立国のメキシコにこの計画実行の許可を求めたが、メキシコが拒否したため、後に数多の人々が楽しむ広大な砂漠が残されることとなった。
1962年、ホンダの米国法人に務めていたジャック・マクコーマックとウォルト・フルトンが、新型バイクのCL72スクランブラーの信頼性をテストするための長距離走行を行うため、有名オフロードレーサーでトライアンフとホンダのディーラーマンでもあったバド・イーキンスに声をかけた。イーキンスはトライアンフとの関係を理由に走ることはできなかったが、代わりにティファナからラパスまでの国道1号線の950マイルに及ぶ険しい未舗装路のルートを提案した。最終的にライダーはバドの兄弟であるデイブ・イーキンスと、南カリフォルニアのホンダ車の卸売業者の息子であるビリー・ロバートソンJr.によって無事に成し遂げられた。これを飛行機で二人のジャーナリストが追跡し、計時も行われた（39時間56分）このテストランは、危機と隣合わせの冒険譚と合わせて多くの雑誌に取り上げられ、ホンダの名声を高めた。
1967年4月、オフロード用バギーの「メイヤーズ・マンクス」を展開していたブルース・マンクスは、この記録を破って宣伝に利用したいと考え、専用の「オールド・レッド」を開発して挑戦。34時間45分で、5時間以上も記録を更新した。目論見通り大々的にメディアに取り上げられたこの挑戦は、オフローダーたちの精神に火をつけ、複数の挑戦者が現れた。7月には記録は31時間にまで短縮された。

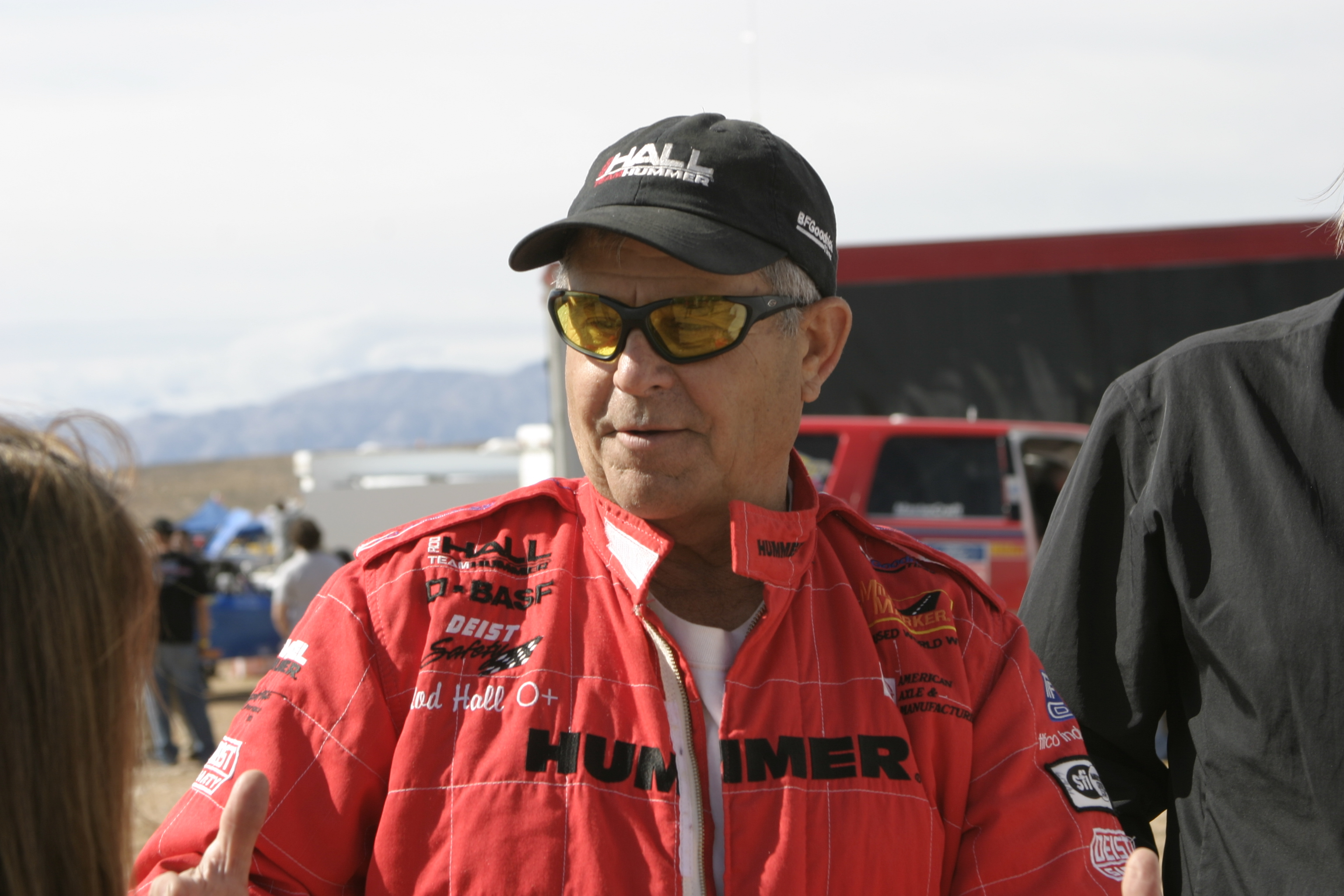
レジェンド的存在のロッド・ホール

同年6月、元海兵隊員で四輪駆動車を趣味とする花屋だったエド・パールマンによって、全米オフロード レース協会("NORRA", National Off-Road Racing Association )が設立され、10月31日に「NORRAメキシカン1000ラリー」という名称で始まったのが、バハ1000の開幕とされている。ティフアナからラパスまでの849マイル(1,366km)で争われ、ヴィク・ウィルソンとテッド・マンゼルスの運転するメイヤーズ・マンクスが27時間38分のタイムで優勝。参加台数68台、完走31だった。
1969年にはハリウッド俳優のスティーブ・マックイーンがバド・イーキンスと共に参戦し、注目を集めた。この年、ロッド・ホールのドライブするフォード・ブロンコが初めて四輪駆動車としての総合優勝を記録。ホールは1967年のNORRA時代からこのレースに参戦しており、以降もパーキンソン病に似た持病を抱えながらも、人生の全てをこのレースに捧げることになる。1980年代にはSCOREとHDRAで37連勝を記録するなど、一時代を築いた。
1974年はメキシコ連邦政府が運営する石油会社のペメックスが燃料価格を保証していたにもかかわらず、オイルショックで参加者が集まらないことを恐れたNORRAによってキャンセルされた。このときメキシコ政府は開催権を非営利のメキシコ法人バハ・スポーツ委員会（"BSC", Baja Sports Committee)に引き渡し、BSCは「バハ1000」という名で従来通りにイベントを開催して成功させた。しかしBSCはプロモーションに課題があり、メキシコ政府との協議により、1973年にレーサー及びエンジニアのミッキー・トンプソンによって設立されたSCOREインターナショナルに主催が引き渡され、1975年以降も「バハ1000」が行われるようになった。トンプソン自身も1982年に四輪ドライバーとして総合優勝を成し遂げている。
1975年にマルコム・スミスは、二輪・四輪の両方で総合優勝した初めてのドライバーとなった。
1970 - 1980年代はフォルクスワーゲン・ビートル、時代が進むとより強力なエンジンのポルシェ・911のRRコンポーネントを流用した、改造無制限のオープンホイールの「クラス1」のバギーが猛威を振るった。

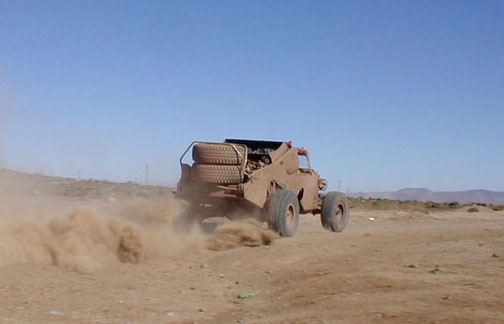
「トラギー」

1994年に「トロフィートラック」が導入された。北米市場では商用・乗用共に絶大な人気があり、高い信頼性・パワフルなフロントV8エンジン・悪路走破性の高い大型ホイールとタイヤ・頑丈なリアアクスル・ロングトラベルなサスペンションなどもあいまって強力な戦闘力を発揮するピックアップトラックでの参戦は従来から多く、1980年代後半からバギーを凌ぐ勢力へと変わっていった（1979年にダッジがトラックとして初めて総合優勝を果たしている）。すでに規則も緩和されて骨格以外は別物であったが、この規定により骨格もレース専用に開発ができるようになり、多くのコンストラクターが参入して一躍レースの主役となった。
そんな中1995年にテリブル・ハーブストモータースポーツは、トロフィートラックのコンポーネント（フロントV8エンジン+リアソリッドアクスル）とバギーのオープンホイールスタイルを組み合わせたクラス1の「トラギー」を開発。コミカルなサメの塗装から「ランドシャーク」とも呼ばれたこのマシンは2000年前後のクラス1を席巻した。
2000年にはミレニアム記念として「Baja2000」が開催された。ただし実際の距離は1,700マイル（2,720 km）ほどであった。

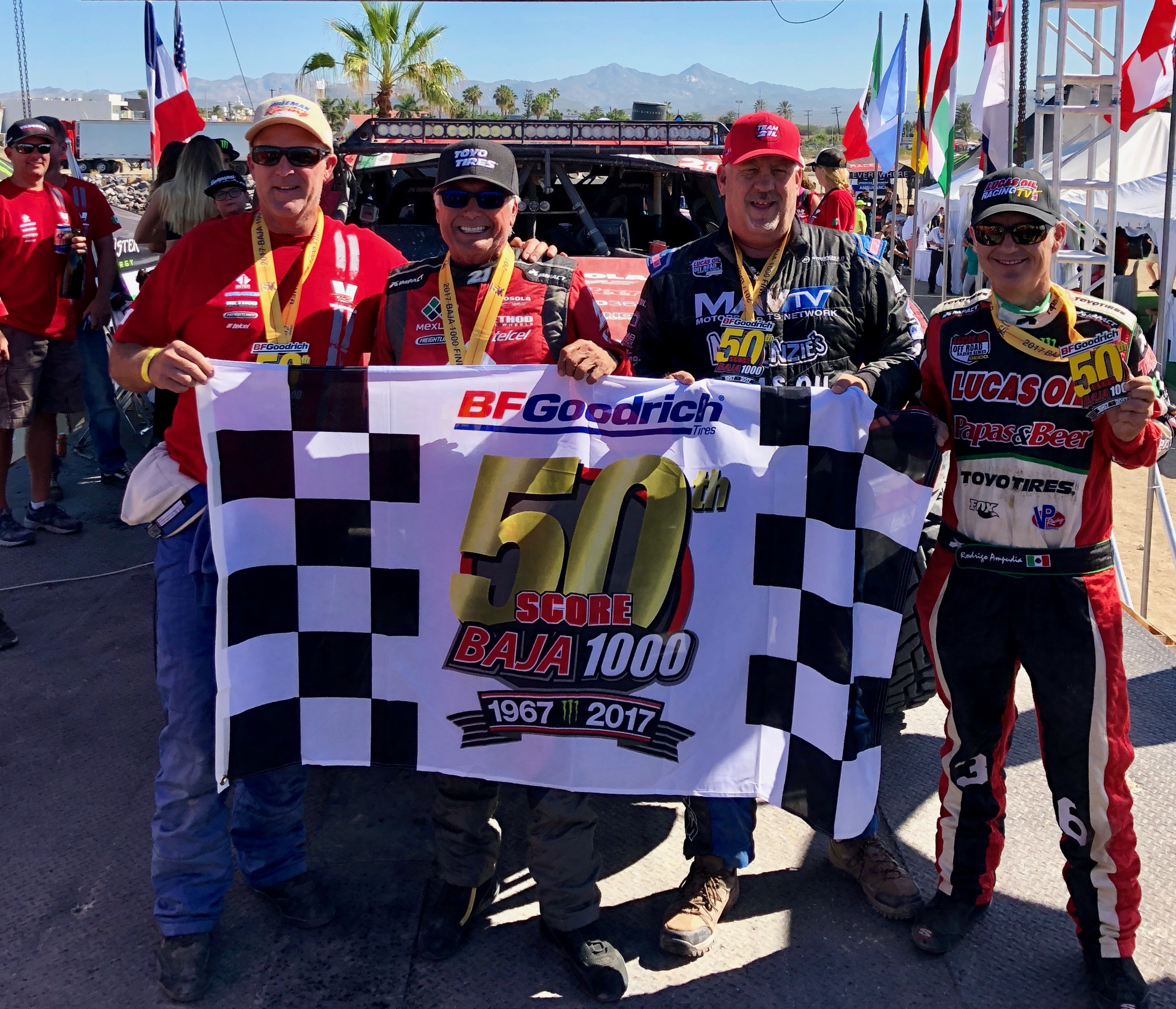
50周年記念大会のTTレジェンドクラス（50歳以上限定のトロフィートラッククラス）で優勝を果たした21L号車のクルーたち

2017年は50周年記念であった。この年をもって、50年間欠かさず参戦をし続け、1度の総合優勝と25回のクラス優勝を達成していたロッド・ホールは引退した。そのわずか2年後、2019年に持病の悪化により81歳でこの世を去った。彼の息子チャドやジョシュ、孫娘シェルビーもオフロードレーサーやコンストラクターとして活躍している。
ホール以外にはゴードン一族やマクミリン一族の活躍が知られる。1990年にボブ・ゴードンとその息子ロビー、娘ロビンの三人が四輪で総合優勝者となった。父/息子/娘による総合優勝は初であり、女性が総合優勝者となったのも初であった。マクミリンは1981年から40年以上に渡って参戦し14度もの総合優勝を記録しており、今はアンディ・ダン・ルーク・ジェシカの4人のマクミリンが活動している。本レースは経験が物を言う競技のため、彼らのように親や祖父が孫に伝える形で技術と精神が受け継がれ、家族ぐるみで代々参戦する場合も珍しくない。

## コース
バハ・カリフォルニア半島を舞台に行われ大きく分けて下の二通りで行われる。距離は年によって異なるが、レース名に反して800 - 1200マイル（約1,280 - 1,920km）とかなりの幅がある。またクラスによって距離が異なる場合もある。
- ポイントtoポイント
  - 二つの異なる地点を駆け抜けるコース。スタート地点は伝統的にバハ・カリフォルニア半島の根本に近いエンセナダが多い。ゴール地点はバハ・カリフォルニア半島尖端にあるラパスが多い。レース距離は年により異なるが通常1000マイル以上となる。
- ループ
  - スタートとゴール地点が同じで半島の途中まで行きまたスタート地点まで戻るコース。スタート・ゴール地点は伝統的にエンセナダが多い。

本番1か月前からルートのGPSがダウンロードできるようになり、本番直前まで「プレランニング（プレラン）」と呼ばれる下見走行をすることが認められている。チームによってはここで、本番の二倍もの距離を走る場合もある。
途中4つのウェイポイントが設定され、これらを全て通過する必要がある。
ルートには主催者の意図しない、写真の「映え」を狙ったり、ジャンプを見たい観客たちによるお手製のジャンプ台などの障害やギミック、人呼んで「ブービートラップ」が仕掛けられていることもある。これはきちんとした設計に基づいたものではないため、クラッシュの原因につながる。裏を返せば観客が妙に多い部分にはブービートラップが仕組まれている事が多いということで、一つの目印になる。

## 車両

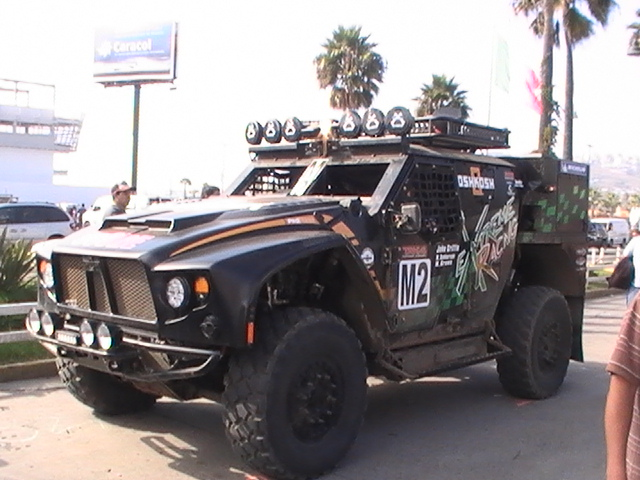
Mトラック（軍用SUVクラス）

いずれの車両も夜間走行に備えて、大型のヘッドライトを備える必要がある。
四輪は車両規定別にピックアップトラックやバギーカー、市販SUV、軍用車、バハ・バグ、サイド・バイ・サイド・ビークル（SSV、UTV）などを中心に30近くものクラスに細かく分かれている。
1994年から導入されている「トロフィートラック」（略称はTT、別カテゴリではトリック・トラックとも呼ばれる）が事実上の頂点であり、本レースの華となる。

### トロフィートラック

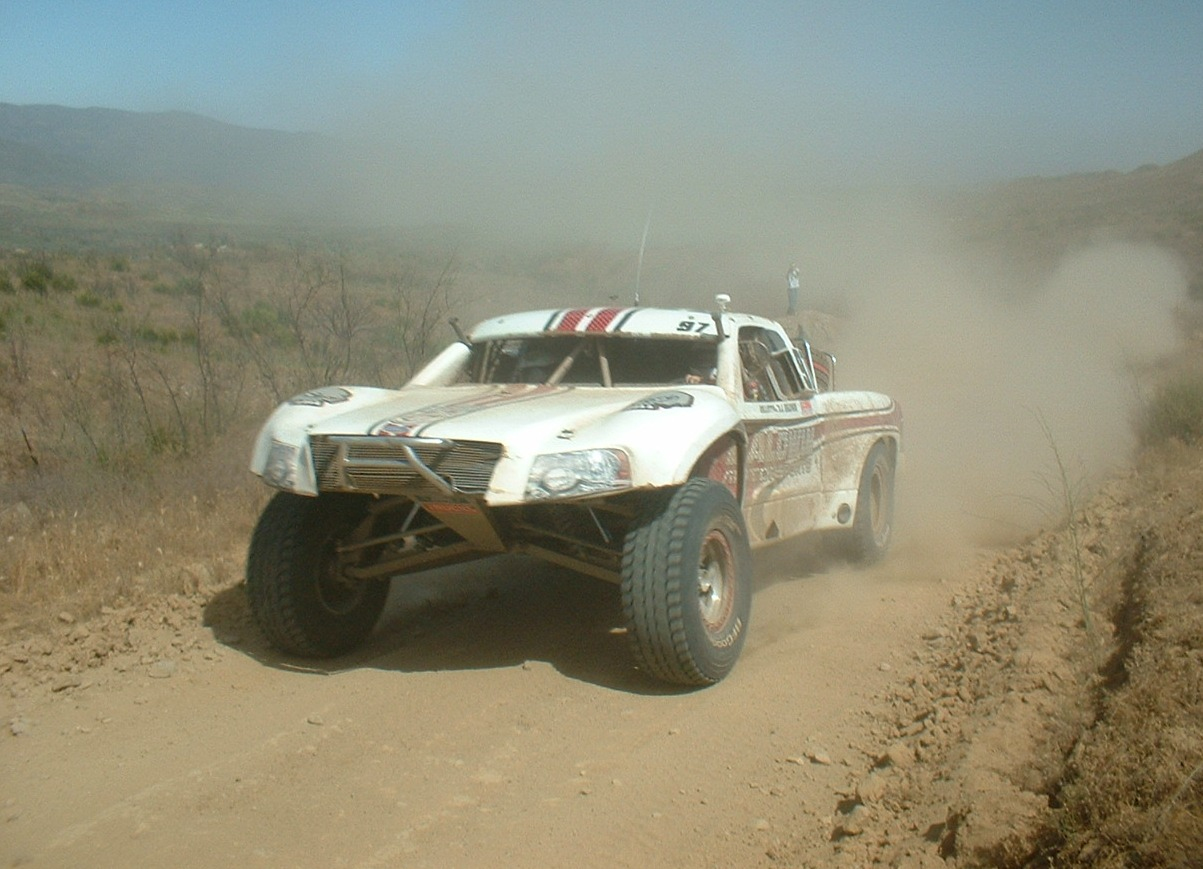
トロフィートラック（TT）

骨格の設計は自由だが、外観はベース車両のデザインを模している必要がある。ベース車両はSUVやセダンでも良いが、ピックアップトラックが一般的である。荷台にはスペアタイヤを搭載する。多くはスペースフレームで製でドアは無く窓から乗り降りするため、NASCARのオフロードトラック版とも言える。
タイヤサイズは高さ42インチ（99 cm）にも及び、サスペンションストローク量も24 - 36インチ（60-90 cm）と非常に長い。比較的路面が固く荒れている北米の砂漠を超高速で突っ走るため、極めて車両への負荷が大きく、信頼性やフロントのサスペンションストローク量で利の大きい後輪駆動が長らく主流だった。しかし2010年代後半からトップチームを中心に弱点を克服した四輪駆動が台頭し始めている。
エンジンは800 - 1,000馬力程度のものが多く、圧縮比はガソリンで14:1 - 15:1程度になる。形式などは自由だが、ガソリンは自然吸気のみ、ディーゼルターボはリストリクター付きがそれぞれの条件となる。超高出力を維持しつつ、大量の粉塵や3次元のあらゆる方向から襲いかかる凄まじい衝撃に晒され続けながら24時間近くを走りとおすため、その耐久性はまさに異次元である。最高時速は130-150mph（210-240 km/h）近くに達する。また燃料タンクは60 - 100ガロン（232-387 L）程度になる。
レイアウトはフロントミッドシップエンジンにフロント独立懸架式+リアリジットアクスル式サスペンションを組み合わせるのが基本となるが、リアミッドシップエンジンやリア独立懸架式での参戦例もある。不整地での安定性を確保する上では車重は軽すぎてもダメで、規則上の最低重量は3,500ポンド（1,600 kg）だが、一般的には5000 - 7000ポンド（2,200-3,200 kg）程度が目安となる。
トランスミッションは1960年代から存在するGM製TH400の3速AT、1989年フォード製E4ODの4速ATなどが耐久性に優れるとして現役で活躍しており、また最近では6速シーケンシャルシフト、さらには8速パドルシフトなどの採用もある。規則上はEVとしての参戦も可能である。
比較的安価に参戦できる「トロフィートラック・スペック」もある。こちらは3速ATのみで、出力も500馬力程度に制限される。同水準のアンリミテッド・トラック・スペックをドライブした三浦昂は「FRだからテールスライドにシビアだと思っていたが、実際に乗ってみると、タイヤの接地長が長いのか縦方向のトラクション性能が非常に高く、アクセルを踏みながらもスライドコントロールが実に容易でした」と語っている。
2012年に優勝したBJ Baldwinのトロフィートラックを例に取るとシャシは鋼管パイプフレームでエンジンはシボレーの排気量7.5リットルV型8気筒で800馬力。駆動方式はフロントエンジン・リアドライブ方式で車両重量は2,898 kg。サスペンションはフロントがダブルウィッシュボーン、リヤが3リンク式サスペンションでストロークは前後それぞれ660 mm/864 mm。17インチのホイールに外径が39インチのタイヤを装着する。

### バギー

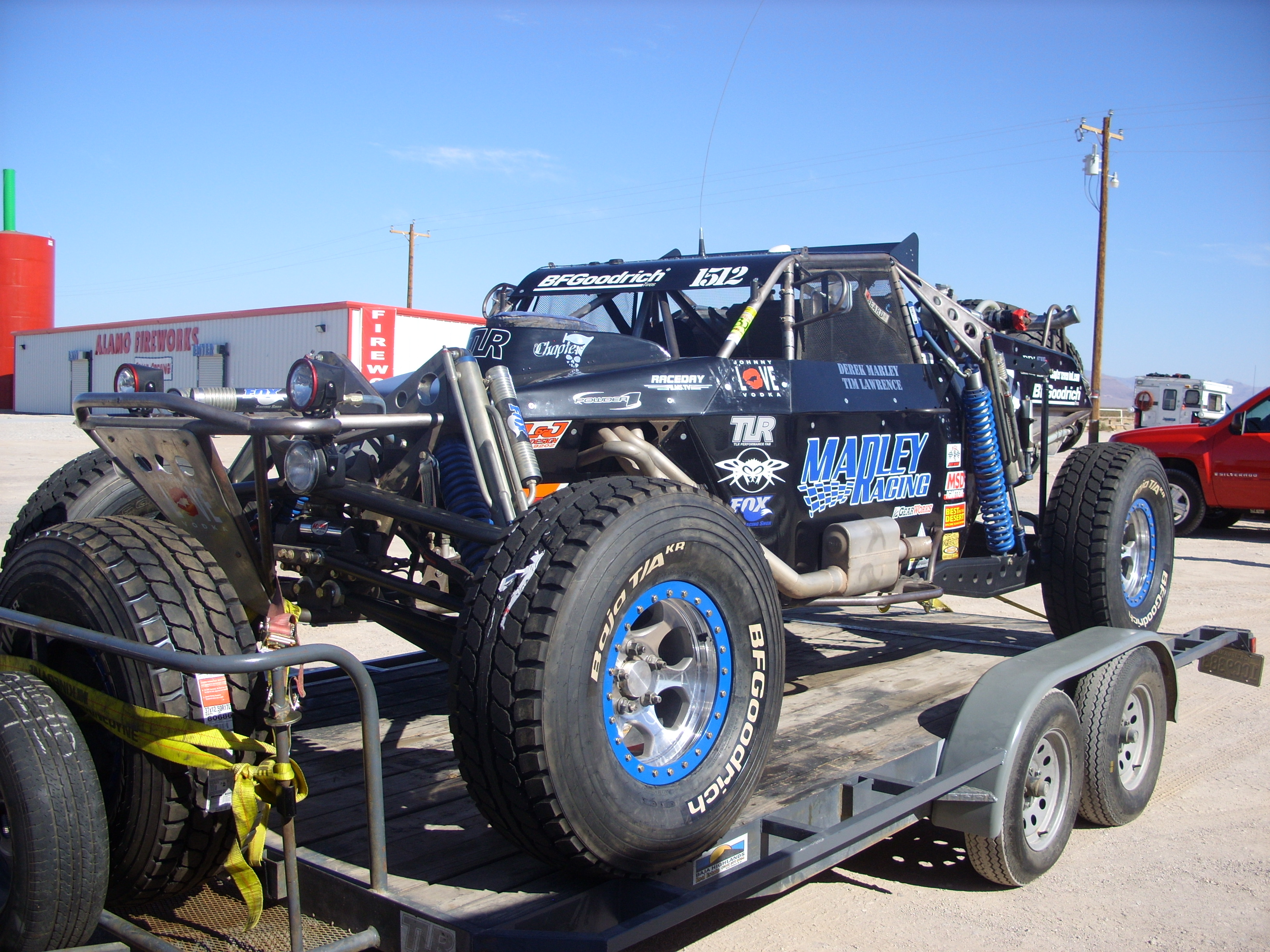
クラス1バギー

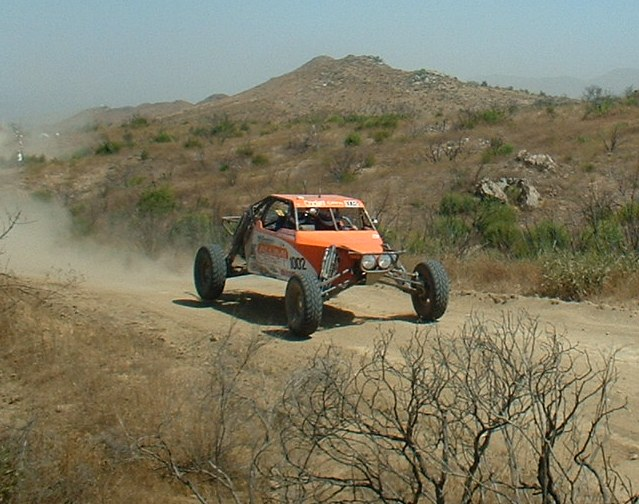
クラス10バギー

90年代までの華であったクラス1（ガソリンエンジンは自然吸気のみで改造無制限。ただし現在はリア/リアミッドシップエンジン+リア独立懸架サスペンションという形式が指定されている
）を頂点に、クラス10（2.5リッター4気筒以下）など10近くのクラスが存在する。特筆すべきはクラス1/2-1600、クラス5、クラス9、クラス11など、フォルクスワーゲン/ポルシェの旧車のコンポーネントを流用することが前提となっているクラスが多い点である。
トロフィートラックに比べると、リアエンジンゆえにトラクション性能と回頭性が高い、軽量で低重心化しやすい、オープンホイール故にエンジンやブレーキの冷却が効きやすいなどのメリットがあり、テクニカルなセクションでは有利である。一方リアサスペンションストローク量に限界があることやリアヘビーな特性、オープンホイール故の空気抵抗などのデメリットがあり、本レースに多い高速域での直進性能では一歩譲る。エンジンはスペースや重量配分の都合から4 - 6気筒が多いが、V8を積むものもある。四輪駆動の採用も可能だが、多くは後輪駆動である。
トロフィートラック登場後のクラス1バギーは安価に参戦できるのが最大のメリットであったが、トロフィートラックの技術流入や開発競争によって大径タイヤがトレンドになると、高コストだがトロフィートラックに勝てないという中途半端な立ち位置になってしまい、一時参戦台数を減らしたことで議論を呼んだ。

### オートバイ

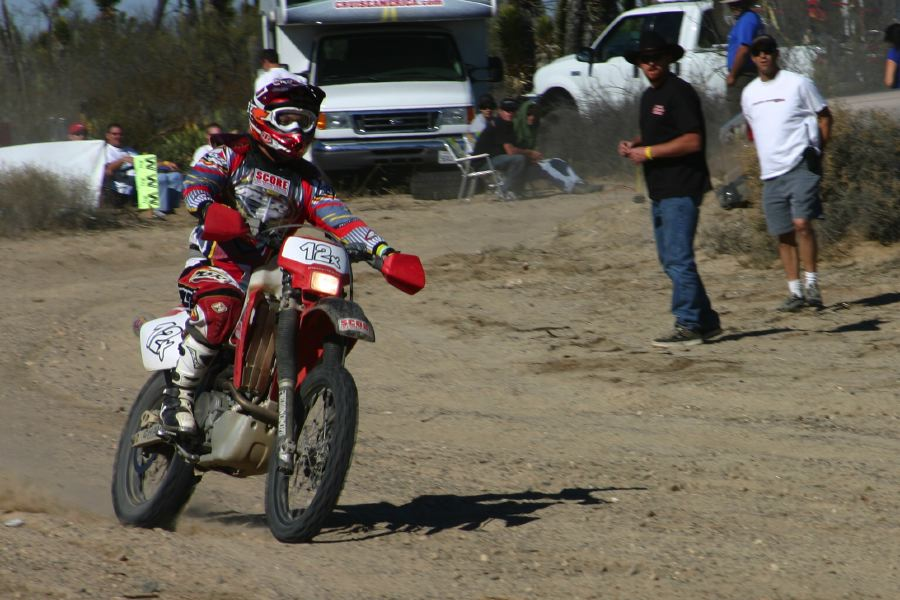
二輪

二輪とATV（クアッド）は、排気量、ライダーの年齢別にクラスが分かれている。また通常はライダーを交代するが、中には一人で50時間以内に走り切る「鉄人ソロクラス」も存在する。FIM規定（ダカール含む）では単気筒の450cc以下に制限されているのに対し、SCORE主催のバハ1000はそれ以上の排気量のマシンもエントリーできる。ただし好成績を収めるのはとFIMと同程度の規格のマシンが多い。二輪のエントリーは他の大手ラリーレイドイベントに比べると少なく、2014年は30チーム以下だった。
二輪は総合タイムで四輪を上回ることが多く、2018年時点で全参加者中1位が四輪だったのは通算13回に対し、二輪は38回だった。2018年大会はホンダ・CRF450Xが16時間23分26秒でフィニッシュし、トロフィー・トラックをわずか37秒差で差し切った。

## 日本勢の挑戦

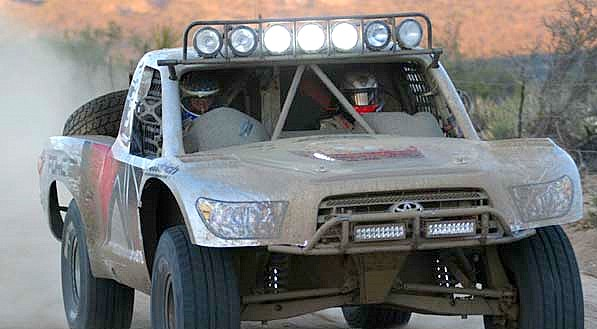
タンドラのトロフィートラック（2001年）

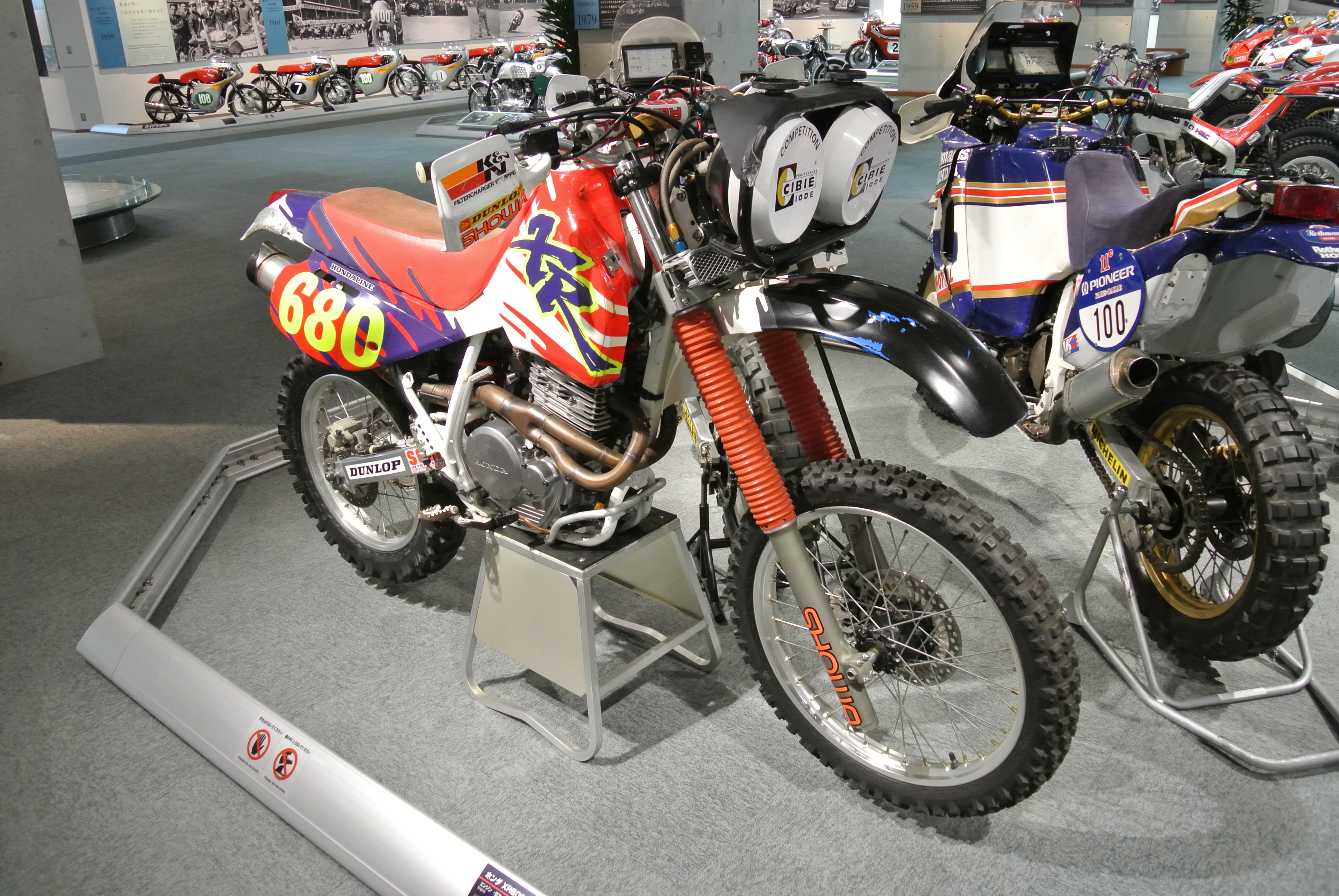
ホンダ・XR600R（1992年）

### 日本人レーサー
- 四輪
  - 1974年に富士重工から、小関典幸と岡崎宏司のクルーでスバル・レオーネが出場。ジャンプの際のサスペンション・トラブルでリタイヤ。
  - 1992年、塙郁夫選手が初めて参加。
  - 1997年に横浜ゴムのTeam GEOLANDARから塙郁夫がいすゞ・ビークロスBAJA仕様で出場し、クラス3[19] で3位となった。
  - 2000年に三菱自動車がチーム三菱ラリーアートから増岡浩と米国人選手3人が三菱・チャレンジャーSCORE仕様車でBaja2000に出場し、55時間36分23秒でゴールしクラス3i優勝を果たした[20]。
  - 2000年にTeam GEOLANDAR RALLIARTからドライバー塙郁夫、Mike Lund、高杉健吾が三菱・チャレンジャーでBaja2000に出場し、クラス3 3位となった[21]。
  - 2001年にヒロ松下が三菱・パジェロでクラス3iに出場したがリタイヤした。
  - 2002年にTeam GEOLANDARから塙郁夫が三菱・チャレンジャーで出場し、25時間13分22秒でゴールしクラス3iで優勝した[22]。
  - 2014年・2015年・2016年にTeam GEOLANDARから塙郁夫（コ・ドライバー新堀忠光）　がオリジナルマシンのEarth-Runnerで出場し、2016年にはクラス7で3位となった。
  - 2022年にオフロードパーツ輸入製造販売を手掛けるJAOSから同社所属ドライバー能戸知徳がチームJAOSとしてレクサスLX600で初参戦、同年はマシントラブルでリタイヤに終わる。翌2023年には完走したものの規定タイム超過の為にランキング無し。翌2024年の参戦ではストックフルサイズクラス優勝を果たした。
- 二輪
  - 1983年に風間深志が日本人として初めてヤマハ・TT600で参戦、クラス9位で完走[23]。
  - 1984年に作家・ルポライターの戸井十月が初参戦。以降も参戦し続け、日本人最多参戦歴を持つライダーとなった[24]。
  - 1992年に三橋淳が125cc以下のClass20で出場し40時間12分56秒で2位となった。　同年のClass20優勝はCR125で参加した渡辺裕之組33時間44分19秒。90年代は日本人参加者が多く、この年は雑誌にBaja挑戦予備校が紹介されて、日本人の二輪参加台数は50台以上、人は150人以上の参加があった。日本人のトップタイムは21時間54分59秒で石井正美組Class21で5位、優勝したダニーハメル組は16時間50分15秒だった。
  - 2015・2016年に風間深志・風間晋之介親子が、晋之介のダカールの予行演習も兼ねてヤマハ・WR450Fで参戦。2015年はスポーツマンクラス5位で完走。2016年は序盤で晋之介が肋骨骨折の重症を負い、深志が夜間走行で苦戦して規定の36時間ギリギリとなったが、痛みを堪える晋之介の奮闘でなんとか完走を果たした[25]。

### 日本メーカー
四輪では、TRD USAの開発したトヨタ・SR5（ハイラックス）が1993年、トヨタ・タンドラが1998年に総合優勝を果たしている。実際のピックアップトラック市場同様、トヨタは日本車の中では採用率が高く、多数派を占めるシボレーやフォードに混じってよく見ることができる。また近年は米国ホンダ（HPD）も参戦し、クラス優勝を挙げている。
2022年からオフロードパーツ製造輸入販売を手掛けるJAOSがレクサスLX600オフロードレーシングカーで参戦を開始、2024年大会ではストックフルサイズクラスで優勝（走行時間28時間47分26秒）。
二輪は本レース誕生のきっかけにもなったホンダが圧倒的に強く、1997年から2013年まで17連勝するなど26回の総合優勝を記録。直近でも2021年まで6連勝を達成している。カワサキも1988年か1996年までの9連勝を含めて10勝、ヤマハが2勝を挙げている。

## フィクション
- タイムライダー（1982年）
  - アメリカ映画。バハ1000に参戦していた主人公が、レース中に1800年代の西部劇の時代にタイムスリップしてしまう話。
- スーパー4WD THE BAJA（1994年）
  - 日本物産によって発売されたビデオゲーム。スーパーファミコンに対応。
- ダスト・トゥ・グローリー （2005年、東映）
  - アメリカ映画。デイナ・ブラウン監督による2003年のバハ1000を題材とした90分のドキュメンタリー。日本でも2006年7月に劇場公開された。2016年には二作目となる「ダスト・2・グローリー」も公開された。
- SCORE インターナショナル バハ 1000
  - レフトフィールドプロダクションによって制作されたビデオゲーム。プレイステーション2/3やXbox、WIndowsなどのハードに対応した。